# Carmacks
Carmacks är en ort i Kanada.   Den ligger i territoriet Yukon, i den västra delen av landet, 4 200 km väster om huvudstaden Ottawa. Carmacks ligger 546 meter över havet och antalet invånare är 503.
Terrängen runt Carmacks är huvudsakligen kuperad. Carmacks ligger nere i en dal. Runt Carmacks är det mycket glesbefolkat, med 2 invånare per kvadratkilometer.. 